# Greendale (Indiana)
Greendale est une ville située dans le comté de Dearborn, dans l’État de l'Indiana, aux États-Unis. Lors du recensement de 2020, elle comptait 4 602 habitants.